# Давангер, Кристине
Кристи́не Ве́дум Дава́нгер (норв. Kristine Wedum Davanger; род. 13 января 1993) — норвежская кёрлингистка.

## Достижения
- Чемпионат Норвегии по кёрлингу среди женщин: золото (2015, 2017), бронза (2020).
- Чемпионат Норвегии по кёрлингу среди смешанных команд: золото (2010).
- Первенство Европы по кёрлингу среди юниоров: золото (2011), бронза (2010).

## Команды
| Сезон                                        | Четвёртый               | Третий                  | Второй           | Первый                  | Запасной                                      | Турниры                                            |
| -------------------------------------------- | ----------------------- | ----------------------- | ---------------- | ----------------------- | --------------------------------------------- | -------------------------------------------------- |
| 2009—10                                      | Линн Гитмарк            | Хенриетте Лёвар         | Кристин Лёвсет   | Кристине Ведум Давангер |                                               |                                                    |
| 2009—10                                      | Аннелине Скорсмоэн      | Eli Moen Skaslien       | Kjersti Husby    | Пиа Трульсен            | Кристине Ведум Давангер                       | ПЕКЮ 2010                                          |
| 2009—10                                      | Линн Гитмарк            | Хенриетте Лёвар         | Ингвиль Скага    | Кристине Ведум Давангер |                                               |                                                    |
| 2010—11                                      | Кристине Ведум Давангер | Пиа Трульсен            | Nora Hilding     | Юлие Мольнар            | Marie Odnes тренер: Тормод Андреассен         | ПЕЮ 2011 · ЧМЮ 2011 (7 место)                      |
| 2011—12                                      | Кристине Ведум Давангер | Malin Frondell Lochen   | Юлие Мольнар     | Ингвиль Скага           |                                               |                                                    |
| 2011—12                                      | Кристине Ведум Давангер | Пиа Трульсен            | Nora Hilding     | Юлие Мольнар            | Ингвиль Скага тренер: Петтер Моэ              | ЧМЮ 2012 (7 место)                                 |
| 2012—13                                      | Линн Гитмарк            | Кристине Ведум Давангер | Ингрид Стенсруд  | Кристин Скаслиен        | Camilla Groeseth тренер: Тормод Андреассен    | ЧЕ 2012 (12 место)                                 |
| 2012—13                                      | Кристине Ведум Давангер | Nora Hilding            | Ингвиль Скага    | Стине Холиен            | Юлие Мольнар тренер: Петтер Моэ               | ЧМЮ 2013 (10 место)                                |
| 2014—15                                      | Кристин Скаслиен        | Аннелине Скорсмоэн      | Юлие Мольнар     | Кристине Давангер       | Пиа Трульсен (ЧЕ, ЧМ) тренер: Оле Ингвальдсен | ЧЕ 2014 (11 место) · ЧНЖ 2015 · ЧМ 2015 (10 место) |
| 2015—16                                      | Кристин Скаслиен        | Аннелине Скорсмоэн      | Юлие Мольнар     | Кристине Давангер       | Майя Рамсфьелл тренер: Оле Ингвальдсен        | ЧЕ 2015 (8 место)                                  |
| 2016—17                                      | Кристин Скаслиен        | Аннелине Скорсмоэн      | Юлие Мольнар     | Kристине Давангер       | тренер: Оле Ингвальдсен                       | ЧЕ 2016 (9 место)                                  |
| 2016—17                                      | Кристин Скаслиен        | Аннелине Скорсмоэн      | Ингвиль Скага    | Кристине Давангер       |                                               | ЧНЖ 2017                                           |
| 2019—20                                      | Кристине Давангер       | Юлие Мольнар            | Ингрид Михальсен | Ингвиль Скага           | Аннелине Скорсмоэн                            | ЧНЖ 2020                                           |
| Кёрлинг для смешанных команд (mixed curling) |                         |                         |                  |                         |                                               |                                                    |
| 2009—10                                      | Сандер Рёлвог           | Кристине Давангер       | Frode W          | Malin Frondell Løchen   |                                               | ЧНСК 2010                                          |

(скипы выделены полужирным шрифтом)

## Частная жизнь
Из семьи кёрлингистов: её отец — Флемминг Давангер, чемпион зимних Олимпийских игр 2002, призёр чемпионатов мира и Европы, многократный чемпион Норвегии.